# Дунфэн (ракета)

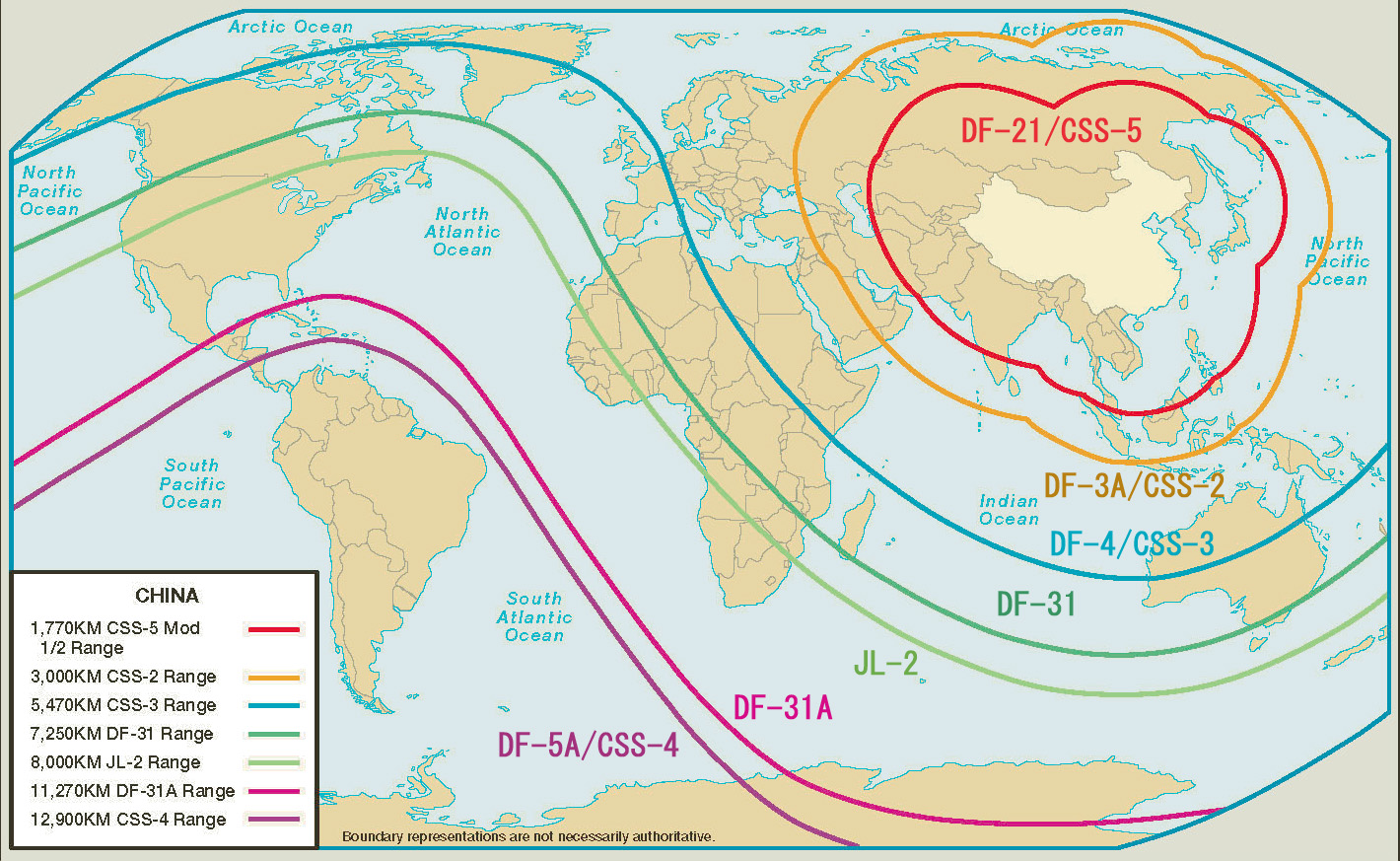
Зоны досягаемости баллистических ракет НОА Китая

Дунфэ́н (кит. упр. 东风导弹, пиньинь Dōngfēng dǎodàn, палл. Дунфэн даодань, буквально ракета «Восточный Ветер») — серия китайских баллистических ракет средней и межконтинентальной дальности. За рубежом, название Дунфэн часто сокращают до аббревиатуры «DF» (например Дунфэн 9 обозначают как DF-9).

## История
После заключения Договора о дружбе, союзе и взаимной помощи между КНР и СССР в 1950 году, Советский Союз активно помогал китайским военным разработчикам в обучении, предоставлении технической документации, производственного оборудования и организации лицензионного производства советского оружия. Так, в сфере создания баллистических ракет СССР передал Китаю технологии создания и применения оперативно-тактических ракет наземного Р-1, Р-2 и морского базирования Р-11Ф.
Первые китайские баллистические ракеты базировались на основе конструкций советских ракет (которые в свою очередь основывались на немецкой ракете Фау-2). С тех пор Китай далеко продвинулся в области баллистических ракет и ракетных технологий. От ракет Дунфэн ведут свои корни и космические ракеты-носители серии Чанчжэн.

## Ракеты серии «Дунфэн»

### Дунфэн 1 (SS-2)

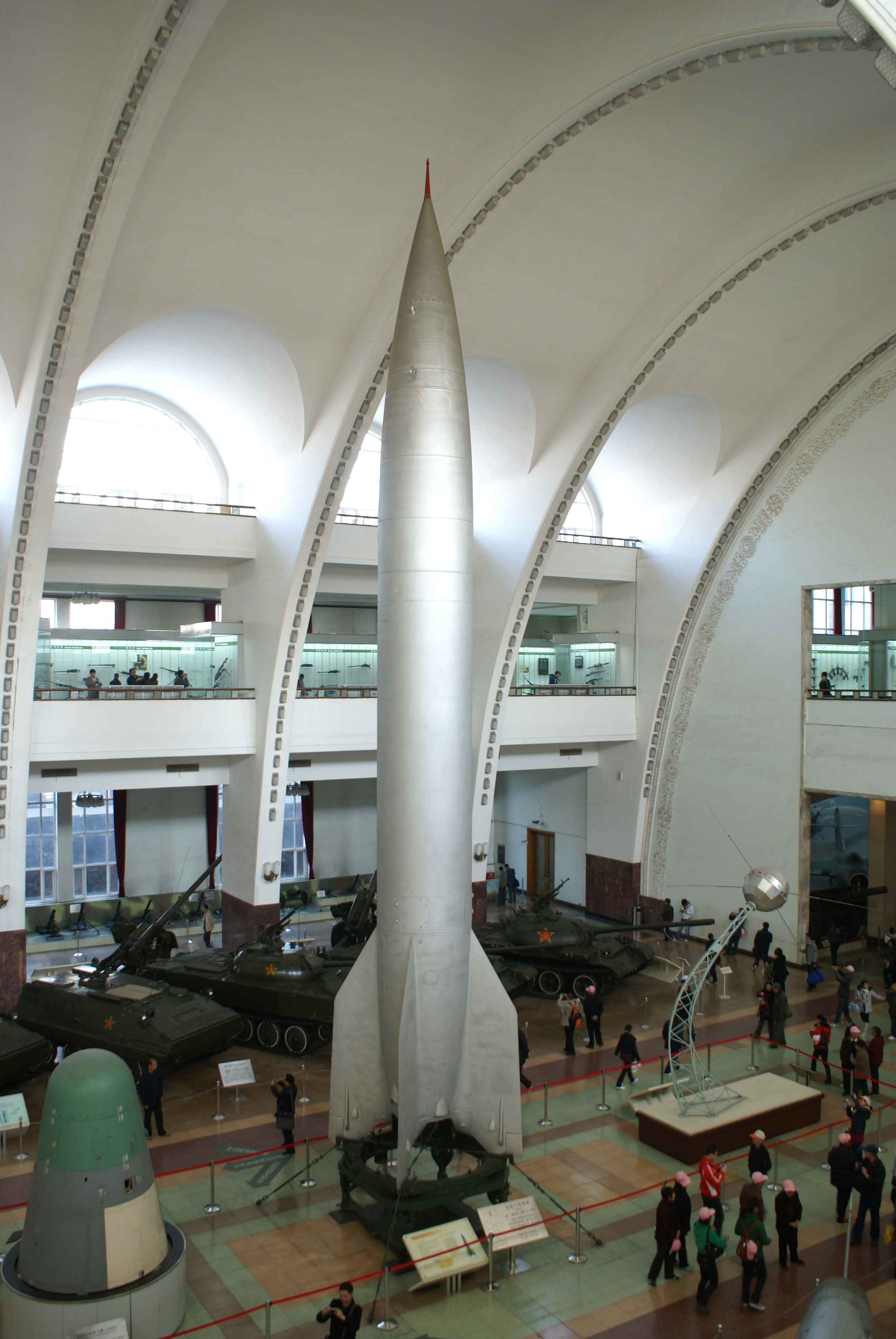
Dongfeng 1

Первая из ракет серии Дунфэн, так называемый «проект 1059», была копией советской ракеты Р-2 (Код НАТО: SS-2 Sibling), лицензия на производство которой и полный комплект документации были переданы КНР решением советского правительства от 6 декабря 1957 года. Дунфэн-1 была оснащена одним ЖРД РД-101, в качестве топливной пары использовались жидкий кислород и этиловый спирт. Ракета могла доставить боевую часть массой до 500 кг на дальность до 550 км. Первый пуск Дунфэн-1 состоялся 5 ноября 1960 года с базы Шуанчэнцзы. В 1960-х годах в Китае было произведено и развёрнуто ограниченное количество Дунфэн-1 с обычным боевым снаряжением, после чего ракета была снята с вооружения.

### Дунфэн 2 (CSS-1)

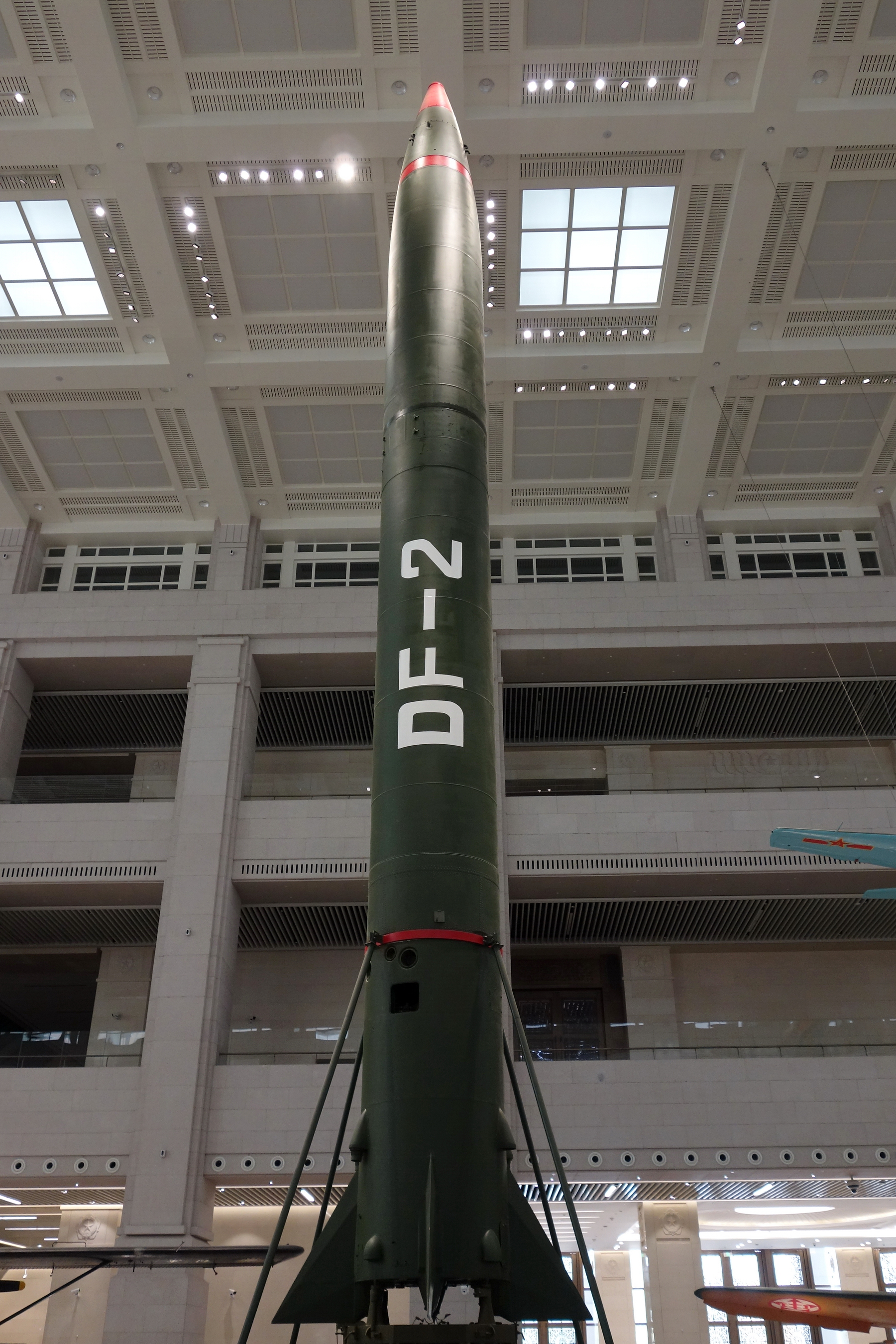
Первая китайская БРСД Дунфэн-2 в Пекинском военном музее

Дунфэн 2 первая китайская баллистическая ракета средней дальности, с предельной дальностью 1250 км и ядерной боевой частью мощностью 15-20 кт. Она получила индекс МО США CSS-1 (англ. China Surface-to-Surface (missile)), то есть китайская ракета класса «поверхность — поверхность». Некоторые западные наблюдатели считают, что Дунфэн-2 является копией советской Р-5М (SS-3 Shyster), так как они имеют не только схожие дальность и забрасываемый вес, но и одинаковые диаметр, длину (без головной части), форму и расположение хвостового оперения. Также, не исключено, что технологии использованные в ракете Дунфэн-2 могли попасть в КНДР, Иран и Саудовскую Аравию.
Первые огневые испытания проведены 28 ноября 1961 года. Первый пуск Дунфэн-2 21 марта 1962 года закончился неудачно, что привело к появлению доработанной модификации Дунфэн-2А, успешный пуск которой состоялся 29 июня 1964 года. 27 декабря 1966 года Китаем был осуществлён первый испытательный пуск баллистической ракеты Дунфэн-2А оснащённой ядерной боевой частью мощностью 12 кт, ракета стартовала с базы Шуанчэнцзы и пролетев 800 км успешно поразила цель в Лоб-Норе. Она была введена в эксплуатацию в конце 1960-х гг. и оставалась на вооружении до 1980-х гг., когда Дунфэн-2А были сняты с боевого дежурства.

### Дунфэн 3 (CSS-2)
Дунфэн 3 считается первой китайской БРСД разработанной собственными силами. После отказа СССР в предоставлении доступа к материалам по Р-12, правительством Китая в начале 1960-х годов было принято решение разработать собственную БРСД с аналогичными характеристиками. Конструкция ракеты была разработана Ту Шоуэ (кит. 屠守锷) и Сунь Цзядуном (кит. 孙家栋), производство ракет велось на заводе № 211 (Головная компания аэрокосмической техники (кит. 首都航天机械公司), известный также, как Головной машиностроительный завод (кит. 首都机械厂). Дунфэн 3 с дальностью 2,5 тысячи километров и забрасываемым весом в две тонны, первоначально разрабатывалась для доставки ядерной (а позднее — термоядерной) боеголовки. Разработка более совершенной модификации Дунфэн 3А (DF-3A) дальностью в 2800 км (до 4000 км с облегчённой ГЧ) была начата 1981 году, а в 1986 году состоялись её лётные испытания. Некоторые источники утверждают, что в 1987 году Китай поставил до 60 ракет Дунфэн 3А со специально разработанной фугасной боевой частью в Саудовскую Аравию где они стали основой нового вида местных вооруженных сил: Королевские Саудовские стратегические ракетные силы. По состоянию на 2009 год в самом Китае большинство ракет Дунфэн 3/3А выведены из эксплуатации, а оставшиеся 30-40 ракет КНР планирует заменить на ракеты Дунфэн 21.

### Дунфэн 4 (CSS-3)
Дунфэн 4 «Цзинюй» — двухступенчатая жидкостная баллистическая ракета на высококипящих компонентах топлива (НДМГ и АТ), так называемой ограниченной межконтинентальной дальности, способная доставить на расстояние до 4750 км (по другим данным — до 7000 км) головную часть массой до 2200 кг (штатное боевое оснащение — термоядерная моноблочная ГЧ мощностью до 3 Mт). Она была разработана в конце 1960-х годов, чтобы обеспечить возможность ударов по Москве (в том числе из восточных районов КНР) и Гуаму. Дунфэн 4 стала основой для первой китайской космической ракеты-носителя Чанчжэн-1 (CZ-1) доставившей на орбиту первый китайский спутник. На 2007 год, до 20 ракет DF-4 (и 11 пусковых установок) по-прежнему находилось на вооружении Китая. Предполагается, что они будут заменены на Дунфэн 31 к 2010—2015 годам.

### Дунфэн 5 (CSS-4)
Двухступенчатая, самая дальнобойная китайская межконтинентальная ракета, дальность полета от 12 000 до 15 000 километров. Жидкотопливная DF-5 поступила на вооружение в 1971 году, для заправки требуется от 30 до 60 минут. В планах замена DF-5 на твердотопливные DF-41. В 1986 году вариант DF-5A с увеличенной дальностью до более 15 000 км и более точной системой наведения. Модернизация DF-5A увеличила забрасываемый вес системы с 3000 кг до 3200 кг. Мощность БЧ 4-5 Мт. В 2015 году появился вариант DF-5B, увеличив забрасываемый вес до 5000 кг, оснащенный средствами прорыва ПРО, с от 3 до 8 РГЧ. В 2017 году Китай объявил о испытаниях варианта DF-5C, оснащенных 10 РГЧ. По состоянию на 2017 год в эксплуатации находилось около 20 пусковых установок DF-5.

### Дунфэн 11 (CSS-7)
Дальность 300—500 км.
Количество ПУ ракет данного типа находящихся на вооружении НОАК, по состоянию на 2010 год оценивается в 108 единиц.

### Дунфэн 15 (CSS-6)
Дунфэн-15 (часто обозначают DF-21, экспортное обозначение M-9) — оперативно-тактический ракетный комплекс. Разработка началась в 1985 г., первый пуск состоялся в 1987 г. Ракета одноступенчатая, твердотопливная, с отделяемой ГЧ. Возможна установка ядерной боевой части мощностью 50-350 кт.

### Дунфэн 16 (CSS-11)
Мобильная двухступенчатая твердотопливная ракета с дальностью 800—1000 км, на пятиосном шасси, аналогичном DF-21. Ракета диаметром 1,2 метра имеет вертикальный запуск. Принята на вооружение в 2011 году (впервые показана на Параде Победы в сентябре 2015 года) для замены более старых ракет DF-11 и DF-15. Боевая часть массой 1000—1500 кг оснащена тремя маневрирующими боеголовками с ядерной, фугасной или суббоеприпасной начинкой. Используя как инерциальную, так и GPS-систему наведения, ракета обладает КВО 5-10 метров. Дунфэн-16 представляет повышенную угрозу для Тайваня, поскольку обладает способностью прорыва ПРО, таких как MIM-104 Patriot PAC-3.

### Дунфэн 17

Мобильная пусковая установка DF-17.

Мобильная двухступенчатая твердотопливная ракета с дальностью 1800—2500 км, специально предназначена для доставки гиперзвукового управляемого боевого блока DF-ZF (ранее WU-14). Аналог ракеты Дунфэн-16. Первый ударный гиперзвуковой комплекс в мире.
Как заявляют эксперты, DF-17 способна развивать скорость в 5-10 чисел Маха, её дальность составляет 1800—2500 километров, в ней используется разделяющаяся головная часть с блоками индивидуального наведения, отделение гиперзвукового глайдера от ракетного ускорителя происходит на высоте 60 км. Ракета может быть оснащена как обычными, так и ядерными боеголовками.
Конструктивно DF-17 представляет твердотопливный ускоритель баллистической ракеты DF-16B с боевым блоком DF-ZF. 

Первые совместные летные испытания ракеты и гиперзвукового блока состоялись 1 ноября 2017 года.
Впервые, вместе с блоком DF-ZF, показана публике продемонстрирована на военном параде 1 октября 2019 года, посвященном 70-летию КНР.

### Дунфэн 21
DF-21A (CSS-5) — мобильная твердотопливная ракета средней дальности на вооружении Второго артиллерийского корпуса. Вес головной части ракеты — 600 кг, ракета несет ядерную боеголовку мощностью 500 Кт на дальность до 2500 км,
В дальнейшем комплекс неоднократно модернизировался и послужил основой для разработки новых видов вооружения. Помимо DF-21A, известно о следующих модификациях DF-21B, DF-21С, DF-21D.
DF-21C имеет вес головной части 2000 кг, максимальная дальность стрельбы — 1700 км. Головная часть в ядерном исполнении оснащается тремя малогабаритными боевыми блоками мощностью 90Кт и комплексом прорыва противоракетной обороны с набором тяжелых и легких ложных целей.
По состоянию на 2010 год количество ракет находящихся на вооружении НОАК оценивается в 80 единиц DF-21 и 36 DF-21C, развернутых в провинциях Ляонин, Цзянси, Юньнань, Фуцзянь, Цинхай.
DF-21D является первой и единственной в мире противокорабельной баллистической ракетой, и первой системой вооружений, способной поражать движущиеся авианосные ударные группы на большой дальности с помощью наземных подвижных пусковых установок. Впервые показана на параде осенью 2015 года. Имеет максимальную дальность полета до 1500 километров. Целеуказание осуществляется посредством радиолокационной и оптико-электронной аппаратуры спутников Yaogan.
На нисходящем участке траектории после отделения головной части ее скорость полета достигает 10М. Наведение на пассивном участке осуществляется с помощью радиолокационной ГСН. Позиционные районы противокорабельных ракет DF-21D в горах Чанбайшань дают возможность НОАК контролировать проливы, соединяющие Японское море с акваториями мирового океана. В зону поражения входит и американская военно-морская база на острове Гуам.

### Дунфэн 25
2-ступенчатая твердотопливная БР на базе МБР DF-31 (первые 2 ступени). Начало разработки — кон. 80-х гг. С БР в ТПК. Дальность стр. — 1700 км. Старт. масса — ? т, ГЧ — 2 т (РГЧ ИН с 3 ББ по 250 кт или моноблочная фугасная). С оптической ГСН, КВО — менее 10 м.
Возможно отменена.
DF-25A — проект железнодорожного базирования.

### Дунфэн 26
Дунфэн 26 — мобильная твердотопливная баллистическая ракета. Несет боевую часть 1200—1800 кг на дальность до 5000 км с точностью до 100 метров. Возможные боеголовки включают обычные, ядерные или даже маневренные противокорабельные и гиперзвуковые планирующие боевые части. Это первая китайская баллистическая ракета с обычным вооружением, способная достичь военных объектов США на Гуаме, потому получила название «Гуамский экспресс» или «Гуамский убийца». Впервые представлена на параде в 2015 году, в апреле 2018 года официально подтверждено, что DF-26 состоит на вооружении, на 2017 год на вооружении 16 установок.

### Дунфэн 31
Дунфэн 31 (CSS-9) может использоваться для доставки беспилотного гиперзвукового блока DF-ZF (ранее WU-14), что может повысить дальность полёта и снизить вероятность перехвата средствами ПРО.
Для базирования используются грузовики, в том числе DFM.
По состоянию на 2010 год, количество ракет данного типа находящихся на вооружении НОАК оценивается в 36 единиц.

### Дунфэн 41 (CSS-X-10)
Трехступенчатая твердотопливная МБР «Дунфэн-41» может нести до 10-12 разделяющихся боеголовок, по 1 мегатонне каждый, на дальность от 4 тысяч до 14 тысяч км. Система наведения инерциальная с использованием спутниковой системы навигации Compass и «Бэйдоу». Развертывание первой бригады проведено 23 января 2017 года. Сообщается о трех ракетных бригадах: в восточной провинции Хэйлунцзян, в центральной провинции Хэнань и в Синьцзян-Уйгурском районе на северо-западе Китая. Размещение МБР Китая вблизи российской территории (как и дислокация Новосибирского соединения РВСН в нескольких сотнях километров от территории КНР) — знак высокого межгосударственного доверия. Из западных районов Китая или из восточной провинции Хэйлунцзян до Нью-Йорка и Вашингтона — около 10 тыс. км (по маршруту соответственно в западном и восточном направлениях). Министерство обороны Китая подтвердило, что его военные проводят испытание новой железнодорожной мобильной межконтинентальной баллистической ракеты.

## Ошибочное мнение о производителе
Среди незнающих людей бытует мнение что производителем этого семейства ракет является Dongfeng Motors. В действительности DFM к производству этих ракет никакого отношения не имеет. 